# 卡埃拉诺-迪圣马科
卡埃拉诺-迪圣马科（義大利語：Caerano di San Marco），是意大利威尼托大区特雷维索省的一个市镇。总面积12.09平方公里，人口8031人，人口密度664.3人/平方公里（2009年）。国家统计（ISTAT）代码为026006。